# Жученко-Гернгросс, Зинаида Фёдоровна
Зинаи́да Фёдоровна Жуче́нко-Гернгросс  (урождённая Гернгросс; 1872 — после 1924, Бельгия) — секретный сотрудник Департамента полиции, убеждённая монархистка и противница революционных партий.

## Биография
С 1895 года — секретный сотрудник московского Охранного отделения, затем Департамента полиции, Заграничной агентуры (агентурный псевдоним Михеев). В 1896 году раскрыла террористический кружок студента Ивана Спиридоновича Распутина, ставившего целью покушение на Николая II во время его коронации в Москве. Тогда же, в силу конспирации и будучи членом кружка, была сослана в Кутаис на 5 лет. В Кутаисе вышла замуж за студента (будущего врача) Жученко. В 1898 году выехала за границу с малолетним сыном. В 1903 году, наблюдая всё возрастающее революционное движение и желая продолжить борьбу с ним, возобновила сотрудничество с русским политическим сыском, освещая деятельность русской революционной эмиграции. В 1905 году вернулась в Москву, входила в состав областного комитета партии социалистов-революционеров, принимала участие в Лондонской конференции 1908. Находясь в Германии в 1909 году, была разоблачена В. Бурцевым.
Берлинская полиция хотела выслать З. Жученко, о которой шумела пресса, но по просьбе русского Департамента полиции согласилась оставить её в покое. Депутат от социал-демократов Карл Либкнехт сделал запрос в прусском ландаге министру внутренних дел, известно ли ему, что Жученко снова в Шарлоттенбурге и «без всякого сомнения продолжает свою преступную деятельность».
Из всеподданнейшего доклада П. А. Столыпина Николаю II 12 октября 1909: «Жученко является личностью далеко не заурядною: она одарена прекрасными умственными способностями, хорошо образована, глубоко честна и порядочна, отличается самостоятельным характером и сильной волей, умеет оценивать обстановку каждого отдельного случая, делу политического розыска служила не из корыстных, а из идейных побуждений и фанатически, до самоотвержения, предана престолу, постоянно заботится только об интересах дела».
Из письма З. Жученко-Гернгросс на имя товарища министра П. Г. Курлова: «Приношу Вам свою глубокую благодарность за назначение мне поистине княжеской пенсии. Считаю своим долгом отметить, что такая высокая оценка сделана мне не за услуги мои в политическом отношении, а только благодаря Вашему ко мне необычайному вниманию, за мою искреннюю горячую преданность делу, которому я имела счастье и честь служить, к несчастью — так недолго».
С началом Первой мировой войны, всё ещё находясь в Германии, была арестована по подозрению в шпионаже в пользу России и заключена в тюрьму, где находилась до 1917 года. Затем была освобождена, переехала в Бельгию.